# アカイリンゴ
『アカイリンゴ』は、ムラタコウジによる日本の漫画作品。『コミックDAYS』（講談社）にて、2020年1月14日より2024年5月28日まで連載。
2024年7月時点で、電子版を含めた発行部数は累計40万部を突破している。
2023年1月期にテレビドラマ化された。
テレビドラマ化を記念し、『週刊ヤングマガジン』（同社）の2023年7号 - 10号にて第39話 - 第42話が連続掲載された。

## あらすじ
令和XX年、性行為が違法となった日本。『セトリ』こと性行為取締官である父を持つ男子高校生犬田光は、学年1位の秀才で将来は自身もセトリとなる夢を持っており、セックスには一切興味を持たず（というより軽蔑している）、ただひたすら隣の家に住む同級生で同じクラスの水瀬優とともに勉学に励んでいた。
ある日の放課後、光は友人のシバこと志場番太とその彼女鈴本奈々に連れられ、クラブ「G・アンツ」へ出向く。そこで光は、多くの男女が絡み合う異様な光景を目にしただけでなく、憧れの国民的女優であるウチュラこと宇宙美空とも出くわす。全く状況を理解できない光は、はぐれてしまった番太らを探して奥の間に足を踏み入れると、そこは乱交パーティー会場であった。そして、目の前で憧れのウチュラが黒人ボクサーとセックスに及ぼうとする姿を見た光は、ウチュラに「セックスはいけないこと」と行為を止めるよう体を張ったのだが、逆にボクサーから殴られるなど騒ぎとなってしまう。シバの仲介もありその場は収まったものの、思わず学生証をその場に落としてしまったことで、その直後にウチュラが光らのクラスに転校してくる。
ウチュラと二人きりになった美術教室で、ウチュラに下半身を触られた光は、思わず射精してしまう。そして止めに入った優と担任の壇田律にその姿を見られると、今度は律と二人きりになった直後にフェラチオされてしまう。それからというもの、光は異性を目にするだけで勃起してしまうなど自身の身体の変調に戸惑い出す。そして、なぜセックスすることがいけないのか、答えを見い出せず苦しんでいる時にふとウチュラや青原の顔が浮かんだ瞬間、様子を心配して送られてきたシバからのメールを見たことで、光は夜中に自宅を抜け出し、再びクラブを訪れる。それからの光は、『闇』の世界にどっぷりと嵌っていく。

## 登場人物

### 主要人物
犬田光（いぬた ひかる）
主人公。令和星仰学園2年B組の男子高校生。『セトリ』である父の陽に憧れ、自身も幼馴染の優とともに勉強に励んでおり、成績は学年トップ。将来は父を追って東大を出てセトリになる夢を持っている。ただ、陽とは違い体格は大きくなく、優やウチュラと背丈は大きく変わらない。
当初、性には興味はなくセックスは悪いことだと毛嫌いしており、セックスする人間を見下していた。だが、ある日の放課後シバにクラブへと連れられウチュラと出会い、後日学校の美術教室で思わず射精してから、異性が目に入っただけで勃起してしまうなど自身の体の変調に戸惑い出す。そして、なぜ世の中セックスすることが悪いことなのかを自問していくようになる。
性的興奮が高まると自我を忘れてしまい、肉欲の塊となってしまう。優とキスをしてから性に目覚め、終いにはセトリになる夢も性行為等取締法もなにもかもがどうでもよくなり、奈々相手に筆下ろしをしてから二人でセックスをするようになる。そして親とは（勝手に）縁を切って家を飛び出し、学校にも通わなくなり青原を頼って巣鴨でバーテンダーになった。
普段は眼鏡を掛け、髪型はオールバックにしている。担任の律曰く「予想以上の大性器」の持ち主であり、ウブな容姿が気に入った律からは、入学当初から『次なるターゲット』として狙われていた。一時期家出し、学校にも通わず青原の下でバーテンダーをしていた頃はタバコを吸い、髪型はオールバックはやめて眼鏡も外しコンタクトにしていた。その後は再び家に戻ったが、しばらく勉強から離れていたため浪人、それでも改めて東大を目指すようになった。
水瀬優（みなせ ゆう）
光の隣の家に住む幼馴染の女子高生で、光とは同じクラス。4歳から空手と柔道をやっているため、自身をレイプしようとした西袋を（酔っ払いながらも）フルボッコするほど強い。
成績は光に次ぐ2番目で優秀。光とは週末にスカイプを通して勉強会をしている。実は1番を取れる実力があるのだが、幼いころに同じテストで1番を取れず玄関の前で母に説教され家に入れてもらえなかった光を見て可哀想に思い、それからはテストはわざと間違えて成績は2番で通している。
光のことは「うんこマン」「犬田」「お前」などと呼び見下しているが、態度には表立って出さないものの実は光に好意を抱いている。シバからのメールを受けて夜中にこっそりクラブに出掛けた光の姿を見て不審に思い、光を追ってクラブまで追いかけ、そしてそのクラブから光を連れて逃げ出したあとはこっそりと自宅に招き入れ、光を前に上半身裸になりながら「セックスしてもいいから離れないで」と涙ながらに光とキスをする。それから光のことは「私のもの」と強く意識するようになり、翌日学校の屋上で自身に興味のないような素振りを見せた光に対しては「私たちセックスしたよね」と嘘をついてまで繋ぎ止めようとした。ウチュラのことは転校早々から怪しいと睨んでおり、光が変わってしまった原因だと決めつけて生理的に毛嫌いしている。
コンビニでアルバイトをしていたが、西袋との件でバイトをクビになる。代わりに遊園地でアトラクションスタッフとして働いていたところ、観覧車デートをしていた光と奈々を目撃してしまう。そして奈々に懇願し巣鴨でバーテンダーをしている光の姿を見て、無意識に涙する。そして家出したまま、学校にも顔を出さない光を思い出しては、涙ながらにオナニーしてしまう。
犬田陽（いぬた あきら）
性行為取締官、通称『セトリ』。東大法学部を首席で卒業し、厚生労働省に入省後は性行為等取締部東京本部の副部長にまで上り詰める。自身のスマホのパスコードが牛本の番号の下4桁であるなど部下の牛本とは不倫関係にあり、周囲の目を盗んでは牛本とは時折性行為に及んでいる。そして最後に記者会見の場で盗撮されていた牛本との性行為の場面の動画をバラされ、性行為等取締法違反の容疑で逮捕、拘束されてしまう。
青原とは東大の同級生であり、若い頃から面識があった。その青原よりは少し背が低いくらいで、自身も大柄な体格。実は猫舌。
光は月子と合コンのあとセックスしてできた子供で、月子とはできちゃった結婚。ただ、性行為等取締法が施行された直後に月子が出産したこともあり、世間には光は人工子宮で生まれてきたことにしている。自身と同じくセトリを目指す光のことは、自慢の息子と思っている。
犬田月子（いぬた つきこ）
光の母。旧姓は根津（ねづ）。日本一学則が厳しくお嬢様学校と呼ばれている東京正女子大の出身。いわゆる教育ママで、光が幼いころからテストで1番を取ると褒めちぎる一方、取れなかった時は玄関で人目気にせず説教し自宅に入れないことがあるなど行き過ぎな面もある。普段は大人しいが、夫の浮気を疑った時や、光がちょっと反抗したりすると時折発作を起こしたりヒステリックになったりするなど、病的なところもある。セックスや恋愛は教育には良くないことと考えており、光が持っているウチュラの写真集を捨てようとしたり、ウチュラ主演ドラマの番組予約を消そうとしたほど（それは夫にやんわりと止められた）。光が家出をしてからは、精神が脆くなっている。
幼いころから母子家庭で育つ。母親は特に性に関することには鬼のように厳しく、自身がコタツの角に性器を擦りつけて快感を得ているところを見て平手打ちしたり、放課後の帰り道で娘に告白したクラスメイトの男子に対しては鬼の形相で砂をかけたりサタン呼ばわりするなど暴言を浴びせるほどであり、母親のその姿を見るなどして「男は触れてはいけないもの」と思い込むようになってしまった。そんな中で陽とは大学生の時に同じ大学の友人から強引に合コンに連れられた時に知り合い、第一印象は最悪ながらもその帰りの途中で性行為に及んで光を妊娠してしまったことで母親は激怒、それ以来母親とは絶縁してしまう。

### 令和星仰学園関係者
宇宙美空（うちゅう みそら）
愛称『ウチュラ』。17歳の高校2年生だが、既に月9ドラマ主演にCMにと引っ張りだこの、大人気国民的女優。光も大ファンで、写真集を持っているほか次の主演ドラマを録画予約するほど。
表向きは清純派だが、その裏では青原と繋がっており（青原のことは呼び捨てにする）、青原主催の乱交パーティーにも顔を出し不特定多数の男とセックスしている謎の多い少女。結局は最終回まで素性は明かされることはなかった。乱交パーティーで『行為』を行う寸前に光に止められたあと、そのクラブの床に落ちていた光の学生証を拾ったことで、その直後にいきなり光や優らのクラスに転校してくる。なお、宇宙美空の名前で通学しているため、本名である。校内で光に手を出したことで逆鱗に触れた律から“お仕置き”を受けるが、逆に律を『開発』した挙句、青原が営む巣鴨のバーに連れて行き、その奥で行われている乱交パーティーに参加させて律をセックス漬けにしてしまう。
実はセトリもウチュラが性行為に及んでいることは掴んでいたが、青原の首を獲るためわざと泳がせていた。その後の青原同席の下での記者会見でも自身の乱交パーティで乱交している映像を堂々と公開するなど、肝が据わっている。そして記者会見の最後で拳銃を手に取り、自身に向けて発砲する。
志場番太（しば ばんた）
愛称『シバ』。遊んでばかりでチャラチャラしており、学業の成績は下から数えた方が早い。だが、光にとっては「気持ちのいい奴」のため友達付き合いをしている。奈々という同級生の彼女がおり、学内で光の前で堂々とキスをしているだけでなく、青原とも繋がっており、夜は奈々ともども裏で乱交パーティーが行われているクラブにも顔を出しており、セトリから次なるターゲットの一人としてマークされている。
光が『闇の方向』へと足を踏み入れるきっかけを作ってしまった張本人。セックスを毛嫌いする光をからかってクラブに連れ出して面白がってはいたが、そのクラブでトラブルを起こした光を助けるために青原に懇願して仲裁してもらったり、後日またクラブでトラブルを起こして逃げる光と優を追いかけた青原の手下に嘘の方向を指示して二人を逃がすなど、友達想いで情に厚い面もある。ただ、後にその時の嘘がバレて青原に拉致・軟禁され一時的にクラブでセックス漬けにされてしまう。その後は奈々が光とセックスしていたことを知り、一時期は奈々とは険悪な仲になるも、襲われ絶体絶命だった奈々を救ったことでヨリを戻した。
鈴本奈々（すずもと なな）
光や優らと同級生の女子生徒。番太の彼女で、元々クラブに興味を持っていたのは奈々の方だった。番太のことは最初は特に好きでもなく、単にクラブに一緒に行ってくれそうな男を探していた時にチャラい見た目の番太を見かけて声を掛けたのがきっかけであった。だが、のちに番太の優しさに気付き、本気で好きになって肉体関係を持つようになった。
光に対しては、最初は単に「彼氏の友人」程度でしか見ておらず、どちらかと言えば番太とともに光をからかう立場ではあったが、クラブでのトラブルのあと番太が監禁され連絡が取れなくなり落ち込んでいた時に親身に相談に乗ってくれただけでなく、自身を励ましてくれた上に体を張ってまで番太の救出を手伝ってくれたことで気持ちが傾いており、のちにウソをついて光を遊園地デートに誘い出してしまう。光とは観覧車の中で何回もキスをしたり、帰途の途中で雨宿りを兼ねて自宅に招いたあと、光の入浴中に自身も一緒に入浴したことで光の理性が飛んでしまい、その勢いで身体を許し光ともセックスしてしまう。
築古のアパートの2階で母親との二人暮らし。母親は「夜の仕事」をしている。父親はかつて有名なミュージシャンで、エッチな内容も含めたラブソングを多く歌っていた人気者であったが、性行為等取締法の施行とともにそれらが全て発禁となったため曲が全く売れなくなり、失意のあまり奈々が幼いころに入水自殺してしまった。
壇田律（だんだ りつ）
令和星仰学園の女性美術教師。30歳。光や優らのクラス担任であり、同僚・生徒からも人気が高く癒しの存在でもあり、巨乳でもあるため学園のアロマと呼ばれるほどの色気を発している。
初体験は14歳の時。ちょうど性行為等取締法が施行される直前であったので、当時の彼氏とその施行直前の一月で108回もの性行為に及ぶ。性行為等取締法が施行された後も性行為の快感が忘れられず、時に大きく年齢が離れていた男性とも性行為に及んだほどであった。大学生の時、街中で通りがかりの男子高校生がエッチな会話をするのを聞いて自身がウブな男子高校生相手でないと興奮しないことに気付き、教師を目指すようになる。教師となってからは、ターゲットとした男子生徒をこっそりと誘い出しては教室で性行為に及んでおり、その快感が病みつきなっている。そして、次なるターゲットとして目を付けたのが光であり、光が「熟した」時に『摘まむ』ことを目論んでいた。
次なるターゲットであった光に手を出そうとしたウチュラに対しては、帰宅途中に拉致し「生活指導」と称して自宅で性的拷問を加えるも、後に学校で逆にウチュラに『開発』されてしまう。それ以降は学校には露出度の高い服で出勤しており、学校の職員室はフェロモンがダダ漏れとなってしまい室内の湿度が上昇した。後にウチュラに連れられ行った、青原が新たに巣鴨で始めたバーで乱交パーティーにハマってしまい、光のモノが欲しくて欲しくてたまらなくなっている。そのバーを訪れた優にも行為に及んでいるところを見られたが、開き直って堂々と「教師人生終わったー」「先生性犯罪者でしたー」と叫びながらも行為を続けていた。
校内にいるときも膣内にリモコン式のピンクローターを仕込んでおり、朝のホームルームではウチュラがそのスイッチを押すことで、表向き平常心を保ちつつ快感を得るという下品な行為を繰り返すようになる。そして何かが吹っ切れてしまい、学園祭である『星仰祭』に向けて学園全体が準備に追われていた中で、廊下を歩いていた男子生徒を強引に美術室に引き込み性交したあと男性器を切断するという傷害事件を起こして全国ニュースとなってしまい、のち逮捕される。

### 性行為等取締部関係者
猿渡エリカ（さわたり エリカ）
性行為等取締部東京本部長の女性捜査官で、陽の上司。実は巨乳である。過去に仕事絡みで大きな失敗をしたと感じたことがあり、その時の失敗を繰り返さないためにも性犯罪を絶対に許さないと公言し、性犯罪を片っ端から駆逐することが自身の使命だと考えており、笑顔は一切見せない。自身の手帳には次なる逮捕の大物ターゲット4人（そのうち1人は逮捕済み）の写真を入れており、その中には青原や番太も含まれている。
セトリになりたてであった若手のころは今とは正反対で、普段は明るい性格、ただ仕事となると落ち着かず気弱な面が出ていた。のち城田絡みの事件をきっかけに仕事に没頭するようになり、陽を抜いて本部長にまで登り詰めた。
光とは、光が4歳の時に城田の自宅庭にて皆でバーベキューパーティーをした時から面識があるが、その場では「良い子のフリ」をしていた光から、両親がいないスキに「おっぱい飲ませてほしい」とお願いされたこともあった。
牛本カンナ（うしもと カンナ）
セトリの女性捜査官で、陽の部下。自身が高校生のころ、不良に絡まれていた時に陽に助けてもらったことで恩を感じており、陽を追ってセトリとなった。陽に助けてもらって以来ずっと慕っており、恋愛感情を持っている。終いには、自宅に陽を招き性行為に及ぶ。
青原主催の乱交パーティー会場に単独で潜入捜査したとき、光の『相手』に名乗り出たことで光とは接点ができたが、この時は陽が自身の上司であることには気づいていなかった。
城田武蔵（しろた むさし）
陽、猿渡がセトリになりたてのころの二人の上司で、元性行為取締部東京本部長。在任中の性行為取締による年間の逮捕、検挙数は歴代トップで今も破られておらず、超が付くほど優秀なセトリとして伝説の存在であった。そんな仕事ぶりに若いころの猿渡は恋愛感情にも繋がるほど強い憧れを抱いたが、それを感じ取った城田は猿渡の巨乳に内心欲情してしまい、裏では取り締まりを行っていた反社と結託し情報交換のバーターで乱交パーティーの常連客ともなっていた。城田の妻とみられる人物からの密告を受け、乱交パーティーの現場で性行為に及んでいたところを陽、猿渡に現行犯逮捕される。
髪型はオールバック、誰に対しても常に冷静沈着、発する言葉の語尾は丁寧語で紳士の雰囲気を醸し出しているが、陽、猿渡とともに行ったラーメン屋で猿渡に絡んできた客を裏拳打ちにて一撃で倒すほど、格闘術に長けている。家庭では妻を虐待していた模様（そのため、妻は夏場でも人に会う時は長袖シャツであった）。

### その他の人物
青原大地（あおはら だいち）
いわゆる反社のボス。41歳（第44話から45話にて22年前のエピソードが語られおり、当時は19歳の東大生）。表向きはバーなどを経営しているが、闇では乱交パーティーの場を提供しており、セトリの次のターゲットの一人として挙げられている。きっかけは不明だが、ウチュラとも繋がっている。実は弁護士としての顔も持つが、闇社会に足を踏み入れているため弁護士としての活動はなく、ウチュラの記者会見に同席した際に久々に「弁護士」と名乗った。
坊主頭（東大生の頃はロン毛であった）で、光より一回り大きく2mほどの身長があるくらいの大柄な男。ガタイがデカく柔道黒帯である星仰学園一の肉体派教師・五里道貞（ごり みちさだ）を瞬時に出したアッパーカット一発でノックアウトするほど腕っぷしも強い。大阪出身であり、普段は大阪弁で話す（「セックスしとうなったら また来いや」など）。
幼いころは父親に虐待され続けた過去を持ち、その影響で左目は義眼となってしまっているため、普段は濃いサングラスを掛けている。また、自身がそばにいながら性行為に及んでいた母親の姿を見てしまったことで、セックスがトラウマとなってしまった。
光の正体（父がセトリの陽）を知り、番太を解放する条件としてセトリの捜査情報を流すよう指示する。光が牛本から手に入れた捜査情報を基にセトリをけむに巻いたことで、陽は情報漏洩の責任を取らされ暫く謹慎処分となってしまった。そして律が事件を起こした日、令和星仰学園に乗り込み、同じく学園に駆け付けた陽と出くわし、久々の再会となった。
西袋鉄矢（にしぶくろ てつや）
本名は西口（にしぐち）。23歳。優のバイト先のコンビニ「クニクニマート公円寺店」のバイトリーダー。美人の優のことは「天使」のように想うほど好意を持っており、バイトリーダーの特権を活かしてわざと優とシフトが被るように調整している。
周囲には自身のことを、有名大学出身のお笑い芸人で、お笑い第9世代の人気芸人「おけつと金太」と同期と言っているが、全て嘘。実際は性行為等取締法違反容疑で何回か逮捕され有罪判決を受けるほどセックス中毒であり執行猶予中の身分。そのため、バイト先の店長が保護司となり西袋を監視し、苗字もわざと西袋としていた。優が大ファンだという「おけつと金太」のライブに優を誘ったあと自宅に招いたとき、優が間違ってウーロンハイを飲んで酔い潰れてしまったため、勢いで衣服を脱がし強姦しようとする。だが、目が覚めた優に逆にボコボコに殴られた挙句、警察に通報され現行犯逮捕された上に執行猶予が取り消され無期懲役となり、結局は刑務所行きとなる。また、この件もあって優はコンビニのバイトをクビになった。
葉山翠（はやま みどり）
陽、青原と同学年の女子東大生。陽と同じ法学部であり、陽とは既に面識があり、また青原とは同じ小学校の出身で、いわゆる幼馴染の関係だった。そのため青原と同じく普段から大阪弁で話すほか、キャンパス内ではよく青原に絡んではツッコミを入れたりしていた。そんな青原とは相愛の関係でもあったが、青原が自身のトラウマでセックスに恐怖を感じていたため交際するまでには至らず、友人としての関係が続いた。
東大入学直後に誘われたスノボサークルの新歓コンパで青原が馴染めていないのを見て、真剣にスノボをやりたがっていた陽と三人でそれぞれの名前をもじって「ジ・アース」と名付けたスノボサークルを立ち上げる。メンバーも増えサークル活動は順調であったが、スノボ合宿中に山小屋で陽とセックスしていたところを青原に見られたことがきっかけで三人の関係が拗れてしまいサークルは解散。その後は陽や青原とは音信不通となっていたが、最後のウチュラの記者会見の場で記者として出席しており、20年以上ぶりに陽や青原の前に姿を現した。

## 作中で登場する用語
性行為等取締法
作中から15年前となる20XX年に日本国で施行された、性行為等を取り締まる法律。男性器を女性器に挿入するのは一方的で不公平、男尊女卑だという考えが極端に進んだ結果、性行為自体が悪だと考える風潮となって法整備が進み、この法律ができた。そのため作中では、性行為は当人同士が合意の上でもその行為自体が違法とされており、厚生労働省はテレビアニメ『僕たちの青春は交わらない』とのスペシャルコラボで青少年SEX防止キャンペーンを展開している。なお、子作りに関しては、性行為等取締法の施行時には既に人工子宮による完全人工授精・出産の技術が確立されていたこともあり、体外受精が奨励されている。
セトリ
厚生労働省地方厚生局に設置されている性行為取締部に所属する国家公務員で、いわゆるGメン。正式名称は性行為取締官で、通称『セトリ』。光の父や牛本、猿渡などが所属する。性行為を行っている男女を現行犯で取り締まるほか、潜入捜査や拳銃保持が許されており、乱交パーティー会場にガサ入れを行い一斉取り締まりを行うこともある。
- なお、現実の世界でも乱交パーティー（乱倫パーティーとも）は主に公然わいせつ罪が適用される違法行為とみなされており、時に会場が警察により摘発されて逮捕者を出すこともある。

## 書誌情報
- ムラタコウジ『アカイリンゴ』 講談社 〈ヤンマガKCスペシャル〉、全8巻
  1. 2020年9月9日発売[1][講 2]、ISBN 978-4-06-519558-1
  2. 2021年2月10日発売[講 3]、ISBN 978-4-06-522290-4
  3. 2021年8月11日発売[講 4]、ISBN 978-4-06-524346-6
  4. 2022年1月20日発売[講 5]、ISBN 978-4-06-526483-6
  5. 2022年9月20日発売[講 6]、ISBN 978-4-06-529123-8
  6. 2023年5月18日発売[講 7]、ISBN 978-4-06-531775-4
  7. 2023年11月20日発売[講 8]、ISBN 978-4-06-533654-0
  8. 2024年7月19日発売[講 1]、ISBN 978-4-06-535266-3

## テレビドラマ
2023年1月23日（22日深夜）から3月27日（26日深夜）まで、朝日放送テレビの深夜ドラマ枠「ドラマ+」で放送された。主演は小宮璃央。

### あらすじ（テレビドラマ）
2035年、日本では性行為等取締法が施行され、性行為が違法となった。
それから15年の時を経た2050年、令和星仰学園に通う男子高校生で、『セトリ』こと性行為取締官の父を持つ犬田光は、将来は自身もセトリとなる夢を持ち、隣の家に住む幼馴染の水瀬優とともに勉学に励み高校生活を過ごしていた。

### キャスト

#### 主要人物
犬田光（いぬた ひかる）
演 - 小宮璃央（小学4年生時：志水透哉）
主人公。令和星仰学園2年B組の男子生徒。セトリである父と同じく、自身も東大に進学して将来はセトリになる夢を持っていたが、自身のスマホに勝手に転送された父の浮気現場の画像を見たことで、セトリになる夢はどうでもよくなり家出してしまう。それからは、青原の世話になりバーテンダーとなった。
水瀬優（みなせ ゆう）
演 - 川津明日香（小学4年生時：紺野梨衣花）
光の隣の家に住む幼馴染で、光とは同じクラスの女子生徒。小学生のころから光に惹かれており、光とならセックスしていいと思っている。新宿駅前のカフェ「Moon Days」でバイトしている。漫才コンビ「おけつと金太」の大ファン。家出した光を連れ戻そうと、方々に手を尽くす。
宇宙美空（うちゅう みそら）
演 - 新條由芽
光が大ファンでもある、国民的清純派女優で有名人。だが、青原主催の怪しいパーティーにも顔を出すなど、謎も多い少女。のち光らのクラスに転校してくる。
内閣総理大臣である父・風間玄一郎が、自分を溺愛する余り、他の男たちが寄り付かないよう性行為等取締法を施行させたため、青原からの誘いもあり、セトリ幹部の息子・光とセックスすることで馬鹿げた法律を潰そうとしていた。

#### 周辺人物
志場番太（しば ばんた）
演 - 鈴木康介
光の同級生で悪友。光を闇の世界に導いてしまった張本人。
鈴本奈々（すずもと なな）
演 - 織田奈那
光の同級生。志場の彼女。
壇田律（だんだ りつ）
演 - 森咲智美
光のクラス担任。美術教師。「学園の歩くアロマ」と呼ばれるほどの色気を放っている。光を次の『ターゲット』に定めている。
青原大地（あおはら だいち）
演 - 飯田基祐
クラブ「G-アンツ」を拠点に、闇社会で暗躍する謎の人物。義父に虐待された影響で左目は義眼であり、それを隠すため濃いサングラスをしている。原作とは異なり普段は落ち着いて標準語で話し、言葉遣いは丁寧である（「セックスしたくなったら、また来なさい」など）。実は陽、猿渡とは若い頃からの知り合いであり、昔撮った三人で写った写真を今も大切に持っている。
犬田陽（いぬた あきら）
演 - 和田聰宏
光の父。性犯罪者を検挙する「セトリ」の優秀な捜査官だが、乱交パーティー会場に踏み込むも現場がもぬけの殻であったことで、情報漏洩の責任を取らされ暫く謹慎処分となる。部下のカンナのことは気遣いつつも、自宅に訪れた際にキスをしたりこっそりと肉体関係を持つ。カンナとの浮気現場を隠し撮りされ、その映像をダシに大地から協力するようゆすられる。
犬田月子（いぬた つきこ）
演 - 田山由起
光の母。息子の光に対しては「セックスしちゃだめよ」と諭すなど教育ママであるが、光が家出をしてからは「自分の教育が悪かった…」と放心状態となっている。
牛本カンナ（うしもと カンナ）
演 - 大久保桜子
陽の部下。陽に好意を抱いており、陽とはこっそり肉体関係を持っている。謹慎処分となった陽の自宅にこっそりと詫びを入れに行った際は、胸元が開いた服を着ていた。
西袋鉄矢（にしぶくろ てつや）
演 - 池田匡志
優のバイト仲間。優には好意を寄せており、優に対しては、かつては人気漫才師「おけつと金太」とは養成所で仲間だったとウソをついている。チケットを回してもらった、とやはりウソをついて優を「おけつと金太」のライブに誘い出し、そのあと自宅へと連れ込み睡眠薬を飲ませ眠ったところをレイプしようとしたが間一髪のところで光に邪魔された。空手の経験者であり光はあっさり殴ったが、優には逆に蹴りを入れられ倒された。
猿渡エリカ（さわたり エリカ）
演 - 三輪ひとみ
陽の上司。陽とは同期。

#### ゲスト

##### 第1話
ニュースキャスター
演 - 紺野ぶるま（最終話）

##### 第4話
おけつと金太
演 - おせつときょうた

##### 第8話
風間玄一郎
演 - 須永慶
美空の父。内閣総理大臣。美空に女優を辞めるように告げる。
娘を溺愛する余り、男を寄り付かせない目的で性行為等取締法を施行させた張本人。

### スタッフ
- 原作 - ムラタコウジ『アカイリンゴ』（講談社『コミックDAYS』連載）[7]
- 脚本 - 政池洋佑、桑島憲司、敦賀零[7]
- 音楽 - 松室政哉[7]
- 主題歌 - きばやし「エデン」（JOYMU Records）[11][16]
- 監督 - 桑島憲司、今和紀、小野田浩子[7]
- インティマシーコーディネーター - 西山ももこ[7]
- プロデューサー - 矢内達也、島崎敏樹（泉放送制作）[7]
- 制作プロダクション - 泉放送制作
- 制作著作 - 朝日放送テレビ

### 放送日程
※ 放送日は制作局・朝日放送テレビ基準。
| 各話   | 放送日  | サブタイトル                   | 脚本            | 監督       |
| ------ | ------- | ------------------------------ | --------------- | ---------- |
| 第1話  | 1月23日 | 違法セックス                   | 政池洋佑        | 桑島憲司   |
| 第2話  | 1月30日 | 禁断症状                       | 政池洋佑        | 桑島憲司   |
| 第3話  | 2月06日 | 犬の哭く夜、賢者の朝           | 政池洋佑        | 今和紀     |
| 第4話  | 2月13日 | 仲間堕ち                       | 政池洋佑 敦賀零 | 今和紀     |
| 第5話  | 2月20日 | コント・セックス               | 政池洋佑 敦賀零 | 桑島憲司   |
| 第6話  | 2月27日 | 成れの果て・セックスの裏切り   | 政池洋佑        | 桑島憲司   |
| 第7話  | 3月06日 | 闇に駆ける・口づけと愛の逃避行 | 政池洋佑        | 小野田浩子 |
| 第8話  | 3月13日 | 性なる夜                       | 政池洋佑        | 今和紀     |
| 第9話  | 3月20日 | 背信プレイ                     | 政池洋佑        | 桑島憲司   |
| 最終話 | 3月27日 | 禁断の赤いリンゴ               | 政池洋佑        | 桑島憲司   |

### ネット配信
| 配信開始月 | 配信サイト | 配信料金     | 備考       |
| ---------- | ---------- | ------------ | ---------- |
| 2023年1月  | TVer       | 広告付き無料 | 見逃し配信 |
| 2023年1月  | GYAO!      | 広告付き無料 | 見逃し配信 |
| 2023年1月  | DMM TV     | 定額制有料   | 見逃し配信 |

| 朝日放送テレビ ドラマ+                       | 朝日放送テレビ ドラマ+                                            | 朝日放送テレビ ドラマ+                                             |
| 前番組                                       | 番組名                                                            | 次番組                                                             |
| -------------------------------------------- | ----------------------------------------------------------------- | ------------------------------------------------------------------ |
| 青春シンデレラ （2022年10月17日 - 12月26日） | アカイリンゴ （2023年1月23日 - 3月27日）                          | （廃枠）                                                           |
| 朝日放送テレビ 月曜0:25 - 0:55（日曜深夜）   |                                                                   |                                                                    |
| 青春シンデレラ （2022年10月17日 - 12月26日） | アカイリンゴ （2023年1月23日 - 3月27日） 【ここまで連続ドラマ枠】 | あざとくて何が悪いの? （2023年4月3日 - ） 【ここからバラエティ枠】 |